# Vietnamizálás
A vietnamizálás az az amerikai politikai döntés, illetve katonai folyamat volt a vietnámi háborúban, amelynek értelmében a konfliktusban részvevő amerikai katonák feladatait teljes egészében a dél-vietnámi kormánycsapatoknak kellett (volna) átvenniük.
Richard Nixon elnök már választási kampányában is hangoztatta az amerikai csapatok fokozatos és lassú kivonulását Vietnámból. Hivatalba lépése után célja a Vietnámi Köztársasági Hadsereg olyan megerősítése volt, hogy az egyedül is képes legyen felvenni a harcot és megvívni a háborút a Dél-Vietnámi Nemzeti Felszabadítási Fronttal és az észak-vietnámi hadsereggel. Ez a stratégia lett az úgynevezett Nixon-doktrína alapja. A vietnamizálás kimondatlan célja az amerikai csapatok tehermentesítése és ezzel az amerikai háborúellenes érzelmek tompítása volt. Nixon 1969 nyarán megkezdte az amerikai csapatok kivonását, és 1973-ban az utolsó amerikai katona is elhagyta Dél-Vietnámot.
A vietnamizálás első nagy próbája, amelyben a dél-vietnámi erőknek önállóan – bár amerikai tüzérségi és légi támogatás mellett – kellett felvenniük a harcot az ellenséggel, 1971. február 8-án kezdődött, amikor a dél-vietnámi csapatok a Lam Son 719 hadművelet során behatoltak Laosz területére is, hogy elvágják a Ho Si Minh-ösvényt. A hadművelet nem érte el a kitűzött célokat, és az óriási kudarc amellett, hogy feltárta a dél-vietnámi hadsereg gyengéit, bizalmatlanságot is szült az dél-vietnámi vezetésben és lakosságban az amerikaiakkal szemben. Sokan közülük úgy gondolták, hogy a vietnamizálás nem más, mint az ő feláldozásuk a háborúban.
Az amerikai csapatkivonás rövid időn belül Dél-Vietnám katonai és politikai összeomlásához vezetett.